# إلين بكنغهام ماثيوز
إلين بكنغهام ماثيوز (بالإنجليزية: Ellen Buckingham Mathews) (1853 في المملكة المتحدة - 1920)؛ كاتِبة وروائية بريطانية.

## روابط خارجية
- إلين بكنغهام ماثيوز على موقع IMDb (الإنجليزية)